# Carcharhinus amboinensis
O Carcharhinus amboinensis é uma espécie de tubarão pertencente ao género Carcharhinus e à família Carcharhinidae. A espécie habita os oceanos índico e pacífico, em profundidades de até 60 metros. Alcançam um comprimento máximo de 280 centímetros, embora um indivíduo de 303 centímetros foi registrado no Omã. Machos atingem a maturidade sexual com entre 195 e 227 centímetros e fêmeas com entre 195 e 224 centímetros.